# 고스고촌
고스고촌(越河村)은 1954년까지 일본 미야기현 갓타군에 있던 촌이다. 현재의 시로이시시에 해당한다.

## 지리
동쪽과 서쪽의 구릉지 사이에 남북으로 충적평야가 펼쳐져 있고, 서쪽에는 우메즈카산이 우뚝 솟아 있으며, 동쪽에는 사이카와의 상류인 마쓰자와강이 흐르고 있다. 북쪽은 캇타군 사이카와무라, 서쪽은 니시야마 분수령에서 오하라무라, 남쪽은 이시노다이부츠에서 후쿠시마현 다테군 가이타촌, 동쪽은 이구군 고노촌, 다테군 고자와촌과 접해 있다.
옛날에는 후가시산의 험준한 산에 캇타다테 군 경계가 있어 입구적 요충지였다. 오늘날에도 군 경계에는 에시가와 고개가 있어 미야기현의 관문이 되고 있다. 이러한 지리적 배경이 지명에 반영되어 옛에는 '코스카이(小菅生)'라고 기록되어 있다. 이것이 나중에 '코스카후(こすかふ)', '코소우(こすごう)'라는 사투리로 변했고, 한자 표기도 '코시가와(越河)'로 바뀐 것으로 추정된다.

## 오시가와주쿠
고쇼우슈쿠는 오슈 가도를 따라 센다이 번영의 최남단에 위치한 역참 마을로, 남쪽은 다테군 가이타주쿠까지 18리, 북쪽은 사이카와주쿠까지 1리 15리 40간 떨어진 곳에 위치해 있다. 오시가와에서는 야시마 가문이 대대로 검단(検斷)을 맡았으며, 간분(寛文) 중기 2대 소헤이(宗兵衛)때 주막으로서의 체제를 정비한 것으로 여겨지고 있다.
숙소의 규모는 간분 10년의 서장(시로이시시 역사에서)에서 확인할 수 있다.
길이는 305간
동쪽에 39채, 차입가 1, 안치장 6
서쪽에 32채, 파출소 1, 가설가옥(휴게소) 1, 안치장 2
상비 인력마 25명, 25필
인마(人馬)가 부족하기 쉬워 근무 교대 시에는 갓타사토마에 대간이리(刈田里前大肝入)의 지시로 캇타군, 이구군 등 미나미온군(南御郡)의 각 마을에서 출역했다. 숙소에는 진야가 없어 검단 야시마 가문이 도매상을 겸했다. 또한 센다이 번주 참근교대 시에도 하시마 가문이 관리했다.

## 역사
- 1889년 4월 1일 - 정촌제 시행과 함께 3촌이 합병해 고스고촌이 성립하였다.
- 1954년 3월 31일 - 시로이시 정, 오다이라 촌, 사이카와 촌, 오타카사와 촌, 시라카와 촌, 후쿠오카 촌과 합병해 시로이시시가 성립하였다. 동일 고스고촌이 폐지되었다.

## 교통

### 철도
- 국철 도호쿠 본선